# 萬立鈞
萬立鈞（？—？），江西省南昌府南昌縣人，清朝政治人物。進士出身。
光緒六年，登進士，同年五月，著分部學習。光緒十六年二月，接替范端揆。擔任江蘇宜興縣知縣。后由洪衍慶接任。光緒二十年保以直隸州升，八月再任。光緒二十二年優敘，二十三年劾疏防。